# Estêvão de Bizâncio

Império Bizantino à época de Estêvão. A parte mais clara representa as conquistas de Justiniano r..

Estêvão de Bizâncio (em grego: Στέφανος Βυζάντιος; romaniz.: Stéphanos Byzántios) foi um lexicógrafo grego do século VI, autor de um importante dicionário ou índice geográfico chamado Ethnica (Εθνικά). Do dicionário sobrevivem poucos fragmentos, mas há um epítome compilado por Hermolau.

## Biografia
Nada se conhece da vida de Estêvão, exceto que foi um gramático de Constantinopla. Não foi um geógrafo (não faz uso direto da obra de Ptolemeu) nem um historiador. Era cristão, e viveu depois dos tempos de Arcádio (r. 383–408) e Honório (r. 393–428) e antes de Justiniano II (r. 685-695; 705-711). Escritores posteriores não dão informação sobre ele. O seu interesse principal foi a correta formação de adjetivos étnicos, para o qual se servia de dois critérios: regularidade morfológica e uso regional. O epítome de Hermolau registra sessenta livros, nos quais menciona, por ordem alfabética, as localidades e os adjetivos derivados dos seus nomes. O seu dicionário geográfico, baseado em documentação de autores mais antigos, proporcionou-lhe muita fama no seu tempo. Existem desacordos sobre a data em que desenvolveu o seu trabalho, mas parece provável situá-lo no começo do século VI. à época de Justiniano (r. 525–565).

## AEthnica
Ainda como resume, a Ethnica é de enorme valor informativo sobre geografia, mitologia e práticas religiosas da Grécia Antiga. Quase todos os artigos do epítome têm referências a um escritor da antiguidade, para testemunhar o nome dos lugares mencionados. Dos fragmentos existentes deduze-se que o original continha consideráveis citas dos autores antigos, assim como muitos detalhes topográficos, históricos, mitológicos, etc. São citados autores como Artemidoro, Políbio, Élio Herodiano, Heródoto, Tucídides, Filão de Biblos, Xenofonte, Estrabão, Dionísio Periegeta, Hecateu de Mileto e outros.
Os fragmentos do epítome conservados foram usados por Eustácio de Constantinopla bem como no Etymologicum Magnum e no Suda. A Ethnica é conservada em grande número de manuscritos, nomeadamente do Renascimento. A última cópia do original foi a de Constantino VII Porfirogênito (r. 913–959), na sua obra Sobre a Administração Imperial e Sobre os Temas, e numa passagem sobre o poeta cômico Aleixo de Túrio. Outro fragmento notável, o artigo Δύμη (Dyme), está na Coleção Coislin formada por Pierre Séguier, atualmente na Biblioteca Nacional da França. A primeira edição moderna foi publicada por Aldine Press em 1502. Augustus Meineke realizou uma edição completa em 1849. Convencionalmente as referências ao texto são feitas segundo as páginas desta edição. Uma nova edição revisada completa foi publicada em alemão por Margarethe Billerbeck.